# دوري هونغ كونغ لكرة القدم 1992–93
دوري هونغ كونغ لكرة القدم 1992–93 هو الموسم 48 من دوري هونغ كونغ لكرة القدم ‏. كان عدد الأندية المشاركة فيه 10، وفاز فيه نادي إيسترن سبورتس.